# Albert Millaire
Albert Millaire (né à Montréal le 18 janvier 1935 et mort le 15 août 2018) est un acteur et metteur en scène québécois.
Il a étudié au Collège de l'Assomption, puis il est entré au Conservatoire d'art dramatique de Montréal,,.

## Biographie
Il a grandi dans le quartier de Ville-Émard (maintenant l'arrondissement Le Sud-Ouest) à Montréal, près du canal de Lachine. Après 50 ans de carrière, il écrit une autobiographie intitulée Mes Amours de personnages dans lequel il partage ses souvenirs, des anecdotes, etc. 
,
 Il était le neveu du docteur Édouard Millaire (1882-1949) qui a joué un match avec les Canadiens de Montréal lors de la saison inaugurale de Association nationale de hockey en 1910.

### Carrière théâtrale
Il s'impose rapidement comme un acteur possédant plusieurs cordes à son arc, en incarnant des personnages tant dans des pièces classiques que modernes. Il joue notamment dans des pièces de Bertolt Brecht, Paul Claudel, Jacques Ferron, mais aussi dans des œuvres plus classiques comme Hamlet, Dom Juan ou le Festin de pierre, Tartuffe ou l'Imposteur, et le Misanthrope. Il est très souvent associé à la vie théâtrale québécoise et montréalaise, car il a fréquemment joué dans plusieurs théâtres montréalais dont le théâtre du Nouveau Monde. Toutefois, il participe également au Festival shakespearien de Stratford, en Ontario, où il est metteur en scène et comédien.

### Carrière au cinéma et à la télévision
Il a aussi participé à plusieurs téléromans et téléséries, dont Au chenal du moine, Filles d'Ève, Le Courrier du roy, D'Iberville, ainsi que Edgar Allan, détective. Il a aussi été impliqué dans de nombreuses productions de téléthéâtre de Radio-Canada, dont des pièces de Racine, Shakespeare, Camus, Jacques Rampal (il interprète le rôle d'Alceste, dans la pièce Célimène et le Cardinal) et Rostand. Plus récemment, il fait partie de la distribution de la télésérie fantastique Grande Ourse. Il joue aussi le père de Brett Montgomery dans Le cœur a ses raisons,,.

### Direction théâtrale
Il a été le codirecteur-fondateur du Centre-Théâtre, directeur artistique adjoint du théâtre d'été Chanteclerc, directeur artistique adjoint du théâtre du Nouveau-Monde, directeur artistique du théâtre populaire du Québec, directeur artistique du théâtre du Bois-de-Coulonge, secrétaire général de l'Union des artistes et président du Conseil canadien du statut de l'artiste.

## Filmographie
- L'Enfant prodige (2010)
- Aurore (2005)
- Sur le seuil (2003)
- On n'est pas là pour s'aimer (2000) (TV)
- J'en suis ! (1997)
- Célimène et le Cardinal (1994)
- La Fenêtre (1992)
- À corps perdu (1988)
- Alfred Laliberté : Sculpteur (1987)
- Mustang (1975)
- L'Exil (1972)
- La télévision est là (1967)
- Le Misanthrope (1966)
- La Vie heureuse de Léopold Z (1965)
- Pas de vacances pour les idoles (1965)
- Astataïon ou Le festin des morts (1965)
- L'Héritage (1959)
- Le Maître du Pérou (1958)

## Télévision
- 1957 : Au chenal du moine : Romain Cournoyer
- 1958 : Le Courrier du roy : Michel LeNeuf
- 1960 : Filles d'Ève : Benoît Chatel
- 1967 : D'Iberville : Pierre Lemoyne d'Iberville
- 1969 : Quelle famille! : Guy Rougeau
- 1969 : Au Pays de l'arc-en-ciel (v.o.a) Adventures in the Rainbow Country(série télévisée, 1969) : Roger Lemieux
- 1976 : Grand-Papa : Raoul Gagnon
- 1981 : Edgar Allan, détective : Edgar Allan
- 1982 : Monsieur le ministre : Paul Goddefroy
- 1983 : La Vie promise : Willie
- 1985 : Cyrano de Bergerac : Rôle-titre (Téléthéâtre de Radio-Canada, émission "Les Beaux Dimanches")
- 1986 : La Clé des champs : Jean-Louis Boivin
- 1987 : Laurier : Sir Wilfrid Laurier
- 1994 : À nous deux! : Gilles Saint-Pierre
- 1995 : Le Sorcier : Hervé Dubuc
- 1995 : Jalna : Philippe Whiteoak
- 1997 : Le Volcan tranquille : Épiphane Plamondon
- 1998 : Jamais sans amour : L'Obsession : Roman Dubois
- 1992 : Les Contes d'Avonlea : Pierre Lapierre
- 1999 : Juliette Pomerleau : Dr Bellerose
- 2002 : Napoléon (mini-série)
- 2005 : L'Héritière de Grande Ourse : Julien Beaumont
- 2005 : Le cœur a ses raisons : Doug Montgomery
- 2006 : La Chambre 13 : Lebeau
- 2013 : Mémoires vives : Antoine Hamelin

## Pièces de théâtre
- Lorenzaccio (1965)
- Mère courage (1966)
- Le Soulier de satin (1967)
- Les Grands Soleils (1968)
- Homme pour Homme (1968)
- Tartuffe ou l'Imposteur (1968)
- La Nuit des rois (1968)
- Hamlet (1970)
- Le Mariage de Figaro (1972)
- Amadeus (1983)
- Dom Juan ou le Festin de pierre (1984)
- Le Misanthrope ou l'Atrabilaire amoureux (1987)
- La Céleste Bicyclette
- Célimène et le Cardinal
- Œdipe à Colone (2003)
- Le Violon brisé (2009)[13]

## Mise en scène
- Les Sorcières de Salem (1965)
- Le Temps sauvage (1966)
- Rhinocéros (1967)
- Les Grands Soleils (1968)
- Bilan (1968)
- Les Traitants (1969)
- La guerre yes sir (1970)
- Jules César (1971)
- La main passe (1974)
- Marche Laura Secord (1975)
- Le Marathon (1975)

## Honneurs
- 1983 - Prix Victor-Morin
- 1989 - Membre de l'ordre du Canada[2]
- 1991 - Laurier d'or, du Collège de l'Assomption, son Alma mater[14]
- 1995 - Chevalier de l'ordre national du Québec[15]
- 2005 - Compagnon de l'ordre du Canada
- 2006 - Prix du Gouverneur général pour les arts de la scène[16]
- 2007 - Doctorat honorifique de l'Université de Montréal[17]
- 2014 - Prix Gémeaux du meilleur rôle de soutien masculin téléroman pour Mémoires vives